# بویوک کولوتن
بویوک کولوتن (به ترکی آذربایجانی: Böyük Külatan) یک منطقه مسکونی در جمهوری آذربایجان است که در شهرستان ماساللی واقع شده‌است.

## تاریخچه
مردم کولوتن (کولاتان) در دوران خانات تالش به ویژه میر حسن خان دلاوری‌های فراوانی از خود نشان دادند. در جریان جنگ ایران و روس در سال ۱۸۲۶، میرحسن خان در خانات تالش قیام کرد و در کنار ایرانیان قرار گرفت.  در خلال جنگ با روس‌ها شماری از جنگجویان میرحسن خان از ترس رویارویی با روس‌ها فرار کردند و تنها صد تفنگدار پیاده و بیست سوار از مردم کولاتان و بدلان نزد او باقی ماندند. هنگامی که روس‌ها می‌خواستند خود را به رودخانه ویلش بیندازند، خان آنها را صدا زد و گفت: من فدای شما می‌شوم، نگذارید سربازان خود را به رودخانه بیندازند! زیرا در یک سوی روستا یک دره بزرگ بود و این امر نبرد را به سود روس‌ها تبدیل می‌کرد. تفنگداران کولاتان و بدلان با نشان دادن دلاوری فراوان، اجازه ندادند که روس‌ها به نزدیکی رود ویلش برسانند، بلکه پیش از آنان به رودخانه رسیدند. روس‌های شکست خورده وادار به فرار به سوی آبادی قومباشی شدند.